# 马克斯·周
马克斯·周（英文：Max Chow，1977年— ），美国电影人、美食家和餐饮企业家。

## 生平
全名马克西米利安·周（Maximillian Chow），好莱坞俗称马克斯·周（Max Chow），1977年4月21日生于英国伦敦（纽约时报称1978年出生），周信芳家族主要成员，祖籍浙江宁波慈溪县慈城，是京剧南派泰斗周信芳之孙，周信芳幼子周英华之子，是周英华与前妻国际超模周天娜所生，胞姐周佳納是好莱坞知名女演员。
马克斯早年即继承家族生意，在家父周英华旗下英国伦敦的豪华中餐馆Mr Chow打工，步步晋升至周饮食集团的高管。后移居美国加州继续家族生意，在美国加州马利布开设新餐馆并经营至今。马克斯后步入美国影视界、动漫行业，参演好莱坞数部电影，并又涉入艺术、收藏行业。
因其显赫出生和在美国电影、艺术界人脉，马克斯和家庭常成为美国大报报导对象，如纽约客、洛杉矶时报等。2013年受美国《美食家》专访时，马克斯承认其餐馆最受欢迎的菜是炸鸡和北京烤鸭，很多好莱坞明星都是他的顾客。同年受美国《菜单》（The Manual）专访时回忆自己曾热衷穿高跟鞋而引起轰动，并热爱摄影，常持德国莱卡M6相机。国际互联网电影数据库IMBd显示其身高6英尺3英寸，即193厘米。